# Десово
Десово (на македонска литературна норма: Десово) е село в община Долнени на Северна Македония.

## География
Разположено е в североизточната част на Прилепското поле на около 5 километра северно от общинския център Долнени.

## История
На 4 km северно от Десово на връх Леска е античната и средновековна крепост Кале.
В XIX век Десово е част от Прилепска каза на Османската империя. В „Етнография на вилаетите Адрианопол, Монастир и Салоника“, издадена в Константинопол в 1878 година и отразяваща статистиката на населението от 1873 година Десово (Desovo) е посочено като село със 102 домакинства и 240 жители мюсюлмани, 130 българи и 40 цигани.
В началото на XX век е изградена църквата „Света Троица“ – еднокорабна сграда с полукръгла апсида на изток.
Според статистиката на Васил Кънчов („Македония. Етнография и статистика“) от 1900 година Десово е населявано от 40 жители българи християни, 625 арнаути мохамедани и 75 цигани.
На Етнографската карта на Битолския вилает на Картографския институт в София от 1901 година Десово е смесено село българи, албанци и турци в Прилепската каза на Битолския санджак със 128 къщи.
По време на Балканската война селото е ограбено и запалено от четата на сръбския войвода Василие Търбич като отмъщение за участието на местни албанци в разбиване на сръбска кавалерийска част. След Междусъюзническата война в 1913 година селото попада в Сърбия.
Според Димитър Гаджанов в 1916 година в Десово живеят 495 албанци мохамедани.
Според преброяването от 2002 година селото има 1026 жители.
| Години | Македонци | Албанци | Турци | Роми | Власи | Сърби | Бошняци | Ост. | Общо |
| ------ | --------- | ------- | ----- | ---- | ----- | ----- | ------- | ---- | ---- |
| 1948   | —         | —       | —     | —    | —     | —     | —       | —    | 1551 |
| 1953   | 423       | 79      | 952   | —    | —     | 3     | ...     | 170  | 1627 |
| 1961   | 706       | 1       | 957   | ...  | ...   | 35    | ...     | 41   | 1740 |
| 1971   | 623       | 2       | 439   | —    | ...   | —     | ...     | 417  | 1481 |
| 1981   | 323       | 34      | 174   | —    | —     | 2     | ...     | 784  | 1317 |
| 1991   | 176       | 141     | 63    | —    | —     | —     | —       | 695  | 1075 |
| 1994   | 153       | 228     | 91    | —    | —     | 1     | —       | 607  | 1080 |
| 2002   | 145       | 290     | 20    | —    | —     | 3     | 566     | 2    | 1026 |

## Личности
Родени в Десово
- Никола Здравков, български опълченец, ІV опълченска дружина, умрял преди 1918 г.[9]
- Милан К. Стефанов – Подземски – член на АСНОМ и югославски партизанин